# Tomáš Sedlák
Tomáš Sedlák (ur. 3 lutego 1983 w Popradzie) – słowacki piłkarz występujący od 2017 w klubie Tatran Preszów.
Jest wychowankiem MFK Ružomberok. W 2007 roku był piłkarzem tureckiego Gaziantepsporu, a w 2008 wrócił do ojczyzny i grał w Spartaku Trnawa. W grudniu 2008 r. media poinformowały o zainteresowaniu jego osobą Lechii Gdańsk. W 2009 roku zamiast do Lechii odszedł do Rużomberka, a latem został piłkarzem SV Mattersburg. Następnie ponownie grał w MFK Ružomberok, a także w Kaposvári Rákóczi FC. W 2012 roku przeszedł do Zemplínu Michalovce. W sezonie 2014/2015 był wypożyczony do FK Poprad. W 2017 roku przeszedł do Tatrana Preszów